# 日本駐香港總領事館
日本國駐香港總領事館（日语：在香港日本国総領事館）是日本國派駐香港的最高級別外交代表機構，總領事館的領事轄區包括香港及澳門。
總領事館的辦公室位於香港特别行政区香港島中環康樂廣場8號交易廣場第一座46樓及47樓，其轄下部門包括法律和領事處、政治處、新聞處、經濟處、文化處以及行政處，各由一位領事主管其業務。
總領事官邸位於柯士甸山道19號耕雲草廬。

## 職能
日本駐香港總領事館除為日本公民提供辦理日本護照、庇護及領事服務外，亦為香港和澳門居民提供日本各類簽證及申請日本國籍等的申請及資訊服務。

## 歷任總領事
副領事
1. 林道三郎（1872年）[3]
2. 安藤太郎（日语：安藤太郎 (外交官)）（1874年、1875年）[4]

領事
1. 安藤太郎（1878年[5]、1879年、1881年）
2. 南貞助（日语：南貞助）（1885年[6]、1887年[6] ）
3. 鈴木充美（日语：鈴木充美）（1889年）[7]
4. 中川恒次郎（1894年）[8]
5. 清水精三郎（日语：清水精三郎）（1896年）[9][10]
6. 上野季三郎（日语：上野季三郎）（1898年）[11]
7. 加藤本四郎（1900年[12]）
8. 野間政一（1901年[13]、1903年）
9. 田中都吉（日语：田中都吉）（1906年）[14]
10. 船津辰一郎（1909年）[15]

總領事
1. 船津辰一郎（1909年）[3]
2. 今井忍郎（1912[16]–1916年）
3. 鈴木榮作（日语：鈴木榮作）（1917[17]–1921年）
4. 高橋清一（1922[18]–1925年）
5. 村上義溫（日语：村上義温）（1925[19]–1929年）
6. 水澤孝策（日语：水沢孝策）（1935[20]–1937年）
7. 中村豐一（1937[21]–1938年）
8. 田尻愛義（日语：田尻愛義）（1938[22]–1939年）
9. 岡崎勝男（1939[23]–1940年）
10. 矢野征記（1940[24]–1942年）
11. 板垣修（1952[25]–1954年）
12. 伊關佑二郎（1954[26]–1957年）
13. 安藤吉光（日语：安藤吉光）（1957[27]–1960年）
14. 小川平四郎（1960[28]–1963年）
15. 新關欽哉（日语：新関欽哉）（1963[29]–1966年）
16. 遠藤又男（1966[30]–1968年）
17. 岡田晃（1968[31]–1972年）
18. 須磨未千秋（1972[32]–1974年）
19. 原冨士男（1974[33]–1977年）
20. 野田英二郎（日语：野田英二郎）（1977[34]–1979年）
21. 枝村純郎（日语：枝村純郎）（1979[35]–1981年）
22. 山田中正（1981[36]–1983年）
23. 藤井宏昭（日语：藤井宏昭）（1983[37]–1985年）
24. 松浦晃一郎（1985–1988年[38]）
25. 佐藤行雄（日语：佐藤行雄）（1988[39]–1990年）
26. 久保田穰（1990–1992年[40]）
27. 折田正樹（日语：折田正樹）（1992–1994年[41]）
28. 野上義二（日语：野上義二）（1994 [42]–1996年）
29. 上田秀明（日语：上田秀明）（1996 [43]–1998年）
30. 槙田邦彥（1998[44]–2000年）
31. 梅津至（2000[45]–2002年）
32. 橫田淳（2002[46]–2004年）
33. 北村隆則（2004[47]–2006年）
34. 佐藤重和（2006[48]–2010年）
35. 隈丸優次（2010[49]–2013年）
36. 野田仁（日语：野田仁）（2013[50]–2015年）
37. 松田邦紀（日语：松田邦紀）（2015[51] –2018年）
38. 和田充廣（日语：和田充広）（2018[52] –2021年）
39. 岡田健一（2021年[53]–2024年）
40. 三浦潤（2024年[54]–）

## 外部連結
- 日本駐香港總領事館 （页面存档备份，存于）
- 日本駐香港總領事館的Facebook專頁